# Torneo Apertura 2012 (Honduras)
El torneo de Apertura 2012 de Honduras fue el campeonato de la Liga Nacional de Fútbol de Honduras que definiriá al campeón del Torneo Apertura 2012-13, equipo que obtendrá un cupo para la Concacaf Liga Campeones 2013-14.
El campeonato se jugará mediante el sistema todos contra todos. Los primeros 6 equipos en la tabla clasificarán a la Liguilla. En este torneo no habrá descensos, en el que se sumarán los puntajes de los dos torneos, y el que menos puntos obtenga, descenderá el próximo torneo.

## Información de los equipos
En el torneo participarán 10 equipos, Necaxa descendió tras vender la categoría al realmente descendido Platense, quien tras vender la categoría pasó a llamarse Platense FC. Por otro lado la Real Sociedad consiguió su ascenso y debutará en liga nacional tras muchos años intentándolo.
Olimpia defenderá su título y a su vez buscará ser Tricampeón nacional por segunda vez en la historia, Marathon actual subcampeón buscara el título que se le ha negado en los últimos años.

### Ascensos y descensos
| Pos. | Descendidos de Liga Nacional de Honduras |
| ---- | ---------------------------------------- |
| 10.º | Necaxa                                   |

| Pos.    | Ascendidos de Liga de Ascenso de Honduras |
| ------- | ----------------------------------------- |
| Campeón | Real Sociedad                             |

### Información
| Equipos Participantes |                     |                      |                     |                          |        |         |
| Equipo                | Ciudad              | Entrenador           | Capitán             | Estadio                  | Aforo  | Marca   |
| Atlético Choloma      | Choloma             | Edwin Pavón          | Oscar Torlacoff     | Rubén Deras              | 5,000  | Joma    |
| Deportes Savio        | Santa Rosa de Copán | Hernán García        | Marco Antonio Mejía | Sergio Reyes             | 5,000  | Tribe   |
| Marathón              | San Pedro Sula      | Manuel Keosseian     | Mario Berrios       | Yankel Rosenthal         | 15,000 | Joma    |
| Motagua               | Tegucigalpa         | Reynaldo Clavasquín  | Amado Guevara       | Nacional                 | 35,040 | Joma    |
| Olimpia               | Tegucigalpa         | Danilo Tosello       | Reynaldo Tilguath   | Nacional                 | 35,040 | Puma    |
| Platense              | Puerto Cortés       | Hermelindo Cantarero | Jerry Palacios      | Excelsior                | 12,000 | Joma    |
| Real España           | San Pedro Sula      | Nahúm Espinoza       | Sergio Bica         | Francisco Morazán        | 20,000 | Lotto   |
| Real Sociedad         | Tocoa               | Raúl Sambulá         | Danilo Turcios      | Francisco Martínez Durón | 3,000  | Patrick |
| Victoria              | La Ceiba            | Héctor Vargas        | Mauricio Copete     | Ceibeño                  | 25,055 | Patrick |
| Vida                  | La Ceiba            | Carlos Martínez      | Jorge Lozano        | Ceibeño                  | 25,055 | Puma    |

### Equipos por región
| Departamento      | N.º | Equipos                                               |
| ----------------- | --- | ----------------------------------------------------- |
| Cortés            | 4   | Atlético Choloma, Marathon, Platense FC y Real España |
| Atlántida         | 2   | Victoria y Vida                                       |
| Francisco Morazán | 2   | Motagua y Olimpia                                     |
| Copán             | 1   | Deportes Savio                                        |
| Colón             | 1   | Real Sociedad                                         |

### Uniformes
| Uniformes |                  |                |          |         |         |             |             |               |          |                                |
| Uniforme  | Atlético Choloma | Deportes Savio | Marathón | Motagua | Olimpia | Platense FC | Real España | Real Sociedad | Victoria | Vida                           |
| Local     |                  |                |          |         |         |             |             |               |          | Archivo:Kit body csvida12h.png |
| Visita    |                  |                |          |         |         |             |             |               |          | Archivo:Kit body csvida12a.png |

## Clasificación de equipos
|  |     | Equipos de fútbol |  | PJ | G  | E | P | GF | GC | Dif | Pts |
|  | --- | ----------------- |  | -- | -- | - | - | -- | -- | --- | --- |
|  | 1.  | Olimpia           |  | 18 | 11 | 6 | 1 | 31 | 10 | +21 | 39  |
|  | 2.  | Victoria          |  | 18 | 8  | 7 | 3 | 22 | 12 | +10 | 31  |
|  | 3.  | Motagua           |  | 18 | 6  | 8 | 4 | 21 | 15 | +6  | 26  |
|  | 4.  | Marathon          |  | 18 | 6  | 5 | 7 | 21 | 26 | -5  | 23  |
|  | 5.  | Atlético Choloma  |  | 18 | 5  | 7 | 6 | 29 | 27 | +2  | 22  |
|  | 6.  | Real España       |  | 18 | 5  | 6 | 7 | 21 | 22 | -1  | 21  |
|  | 7.  | Vida              |  | 18 | 5  | 6 | 7 | 24 | 35 | -11 | 21  |
|  | 8.  | Platense FC       |  | 18 | 4  | 8 | 6 | 15 | 22 | -7  | 20  |
|  | 9.  | Deportes Savio    |  | 18 | 5  | 4 | 9 | 16 | 23 | -7  | 19  |
|  | 10. | Real Sociedad     |  | 18 | 4  | 5 | 9 | 13 | 21 | -8  | 17  |

Fuente: 
Pts = Puntos; PJ = Partidos jugados; G = Partidos ganados; E = Partidos empatados; P = Partidos perdidos; GF = Goles anotados; GC = Goles recibidos; Dif = Diferencia de goles
|  | Clasificado directo a Semifinales             |
|  | Clasificado a la liguilla final (Fase Previa) |
|  | Último Lugar                                  |

### Evolución de la clasificación
| Equipo / Jornada | 1  | 2  | 3  | 4  | 5  | 6  | 7  | 8  | 9  | 10 | 11 | 12 | 13 | 14 | 15 | 16 | 17 | 18 |
| ---------------- | -- | -- | -- | -- | -- | -- | -- | -- | -- | -- | -- | -- | -- | -- | -- | -- | -- | -- |
| Olimpia          | 2  | 3  | 1  | 1  | 4  | 2  | 2  | 1  | 1  | 1  | 1  | 1  | 1  | 1  | 1  | 1  | 1  | 1  |
| Victoria         | 3  | 1  | 4  | 3  | 2  | 1  | 1  | 2  | 2  | 3  | 3  | 2  | 2  | 2  | 2  | 2  | 2  | 2  |
| Motagua          | 6  | 4  | 8  | 8  | 8  | 9  | 9  | 9  | 8  | 5  | 5  | 7  | 7  | 9  | 5  | 3  | 3  | 3  |
| Marathon         | 7  | 9  | 10 | 10 | 10 | 10 | 10 | 10 | 10 | 9  | 6  | 3  | 3  | 3  | 3  | 5  | 4  | 4  |
| Atlético Choloma | 1  | 2  | 7  | 2  | 1  | 3  | 4  | 4  | 5  | 6  | 9  | 6  | 6  | 8  | 8  | 8  | 5  | 5  |
| Real España      | 4  | 6  | 5  | 7  | 7  | 6  | 6  | 5  | 6  | 7  | 8  | 4  | 4  | 4  | 6  | 6  | 7  | 6  |
| Vida             | 9  | 7  | 6  | 6  | 3  | 4  | 3  | 3  | 3  | 2  | 2  | 8  | 9  | 7  | 4  | 4  | 6  | 7  |
| Platense FC      | 5  | 8  | 2  | 4  | 6  | 7  | 7  | 7  | 7  | 8  | 7  | 9  | 5  | 5  | 7  | 7  | 8  | 8  |
| Deportes Savio   | 10 | 10 | 9  | 9  | 9  | 8  | 8  | 8  | 9  | 10 | 10 | 10 | 10 | 10 | 10 | 10 | 10 | 9  |
| Real Sociedad    | 8  | 5  | 3  | 5  | 5  | 5  | 5  | 6  | 4  | 3  | 4  | 5  | 8  | 6  | 9  | 9  | 9  | 10 |

## Jornadas (Completas)
| Real España      | 1-0 | Real Sociedad  | Morazan     | 28 de julio | 7:00 PM. | Telecadena (TVC) |
| Atlético Choloma | 4-2 | Vida           | Rubén Deras | 28 de julio | 7:30 PM. | Canal 11         |
| Victoria         | 2-1 | Motagua        | San Jorge   | 29 de julio | 2:00 PM. | TVC              |
| Platense FC      | 1-0 | Marathon       | Excelsior   | 29 de julio | 3:00 PM. | Canal 12         |
| Olimpia          | 3-1 | Deportes Savio | Nacional    | 29 de julio | 4:00 PM. | Canal 5 (TVC)    |

| Deportes Savio   | 0-1 | Victoria      | Sergio Reyes | 4 de agosto | 5:30 PM. | Canal 11.         |
| Motagua          | 2-0 | Platense FC   | Nacional     | 4 de agosto | 7:00 PM. | Telecadena (TVC). |
| Vida             | 1-0 | Real España   | San Jorge    | 5 de agosto | 3:00 PM. | Canal 11.         |
| Marathon         | 1-2 | Real Sociedad | Morazan      | 8 de agosto | 6:30 PM. | DTV.              |
| Atlético Choloma | 0-0 | Olimpia       | Rubén Deras  | 8 de agosto | 7:30 PM. | Todo Deportes TV. |

| Real España   | 1-0 | Motagua          | Morazan                  | 11 de agosto | 7:30 PM. | Telecadena (TVC).  |
| Real Sociedad | 2-1 | Atlético Choloma | Francisco Martínez Durón | 12 de agosto | 2:00 PM. | Canal 11.          |
| Victoria      | 2-1 | Vida             | San Jorge                | 12 de agosto | 2:00 PM. | Telesistema (TVC). |
| Platense FC   | 4-2 | Deportes Savio   | Excelsior                | 12 de agosto | 3:00 PM. | Canal 12.          |
| Olimpia       | 4-0 | Marathon         | Nacional                 | 12 de agosto | 4:00 PM. | Canal 5 (TVC).     |

| Victoria       | 2-2 | Olimpia          | San Jorge                | 15 de agosto | 7:00 PM. | Telesistema(TVC).  |
| Deportes Savio | 1-0 | Real España      | Sergio Reyes             | 15 de agosto | 7:30 PM. | Digital TV.        |
| Real Sociedad  | 0-0 | Platense FC      | Francisco Martínez Durón | 16 de agosto | 3:00 PM. | Digital TV.        |
| Motagua        | 0-0 | Vida             | Nacional                 | 16 de agosto | 7:00 PM. | Telesistema (TVC). |
| Marathon       | 1-2 | Atlético Choloma | Morazan                  | 16 de agosto | 7:30 PM. | Canal 11.          |

| Real España      | 2-3 | Marathon       | Morazan     | 18 de agosto | 7:00 PM. | Telecadena (TVC). |
| Atlético Choloma | 2-1 | Deportes Savio | Rubén Deras | 18 de agosto | 7:30 PM. | Digital TV.       |
| Vida             | 2-1 | Real Sociedad  | San Jorge   | 19 de agosto | 3:00 PM. | Canal 11.         |
| Platense FC      | 1-3 | Victoria       | Excelsior   | 19 de agosto | 3:00 PM. | Canal 12.         |
| Motagua          | 2-2 | Olimpia        | Nacional    | 19 de agosto | 4:00 PM. | Canal 5 (TVC).    |

| Deportes Savio | 2-1 | Vida             | Sergio Reyes             | 25 de agosto | 5:30 PM. | Digital TV.      |
| Real España    | 3-1 | Atlético Choloma | Olímpico                 | 25 de agosto | 7:00 PM. | Telecadena(TVC)  |
| Real Sociedad  | 2-1 | Motagua          | Francisco Martínez Durón | 26 de agosto | 2:00 PM. | Canal 11.        |
| Victoria       | 2-0 | Marathon         | San Jorge                | 26 de agosto | 2:00 PM. | Telesistema(TVC) |
| Olimpia        | 1-1 | Platense FC      | Nacional                 | 26 de agosto | 4:00 PM. | Canal 5 (TVC).   |

| Marathon         | 1-1 | Motagua       | Yankel Rosenthal         | 1 de septiembre | 3:00 PM. | Canal 11.         |
| Deportes Savio   | 0-0 | Real Sociedad | Sergio Reyes             | 1 de septiembre | 5:30 PM. | Todo Deportes TV. |
| Atlético Choloma | 1-1 | Victoria      | Rubén Deras              | 1 de septiembre | 7:30 PM. | Canal 11.         |
| Vida             | 2-1 | Platense FC   | Francisco Martínez Durón | 2 de septiembre | 3:00 PM. | Canal 12.         |
| Olimpia          | 1-0 | Real España   | Nacional                 | 2 de septiembre | 4:00 PM. | Canal 5 (TVC).    |

| Real España   | 1-0 | Victoria         | Morazan                  | 8 de septiembre | 7:00 PM. | Telecadena(TVC). |
| Real Sociedad | 0-0 | Olimpia          | Francisco Martínez Durón | 9 de septiembre | 2:00 PM. | Digital TV.      |
| Vida          | 2-2 | Marathon         | San Jorge                | 9 de septiembre | 3:00 PM. | Canal 11.        |
| Platense FC   | 0-0 | Atlético Choloma | Excelsior                | 9 de septiembre | 3:00 PM. | Canal 12.        |
| Motagua       | 1-1 | Deportes Savio   | Nacional                 | 9 de septiembre | 4:00 PM. | Canal 5 (TVC).   |

| Olimpia          | 3-0 | Vida           | Nacional         | 13 de septiembre | 7:00 PM. | Telesistema(TVC). |
| Marathon         | 1-0 | Deportes Savio | Yankel Rosenthal | 15 de septiembre | 3:00 PM. | (No Transmitido)  |
| Atlético Choloma | 1-2 | Motagua        | Rubén Deras      | 15 de septiembre | 4:00 PM. | Digital TV.       |
| Victoria         | 0-0 | Real Sociedad  | San Jorge        | 16 de septiembre | 2:00 PM. | (No Transmitido)  |
| Platense FC      | 1-0 | Real España    | Excelsior        | 16 de septiembre | 3:00 PM. | Canal 12.         |

| Deportes Savio | 1-2 | Olimpia          | Sergio Reyes             | 23 de septiembre | 2:00 PM. | Digital TV.      |
| Real Sociedad  | 1-0 | Real España      | Francisco Martínez Durón | 23 de septiembre | 3:00 PM. | (No Transmitido) |
| Vida           | 3-2 | Atlético Choloma | San Jorge                | 23 de septiembre | 3:00 PM. | (No Transmitido) |
| Marathon       | 2-0 | Platense FC      | Yankel Rosenthal         | 23 de septiembre | 3:30 PM. | Canal 11         |
| Motagua        | 1-0 | Victoria         | Nacional                 | 23 de septiembre | 4:00 PM. | Canal 5 (TVC)    |

| Real España   | 2-4 | Vida             | Olímpico                 | 29 de septiembre | 7:00 PM. | Telecadena (TVC) |
| Victoria      | 2-0 | Deportes Savio   | San Jorge                | 30 de septiembre | 2:00 PM. | (No Transmitido) |
| Real Sociedad | 0-1 | Marathon         | Francisco Martínez Durón | 30 de septiembre | 3:00 PM. | Canal 11         |
| Platense FC   | 0-0 | Motagua          | Excelsior                | 30 de septiembre | 3:00 PM. | Canal 12         |
| Olimpia       | 4-1 | Atlético Choloma | Nacional                 | 30 de septiembre | 4:00 PM. | Canal 5 (TVC)    |

| Marathon         | 1-0 | Olimpia       | Yankel Rosenthal | 6 de octubre | 3:30 PM. | Canal 11.        |
| Atlético Choloma | 3-1 | Real Sociedad | Rubén Deras      | 6 de octubre | 7:30 PM. | (No Transmitido) |
| Vida             | 0-0 | Victoria      | Ceibeño          | 6 de octubre | 7:30 PM. | Canal 11.        |
| Deportes Savio   | 1-1 | Platense FC   | Sergio Reyes     | 7 de octubre | 2:00 PM. | Digital TV.      |
| Motagua          | 1-1 | Real España   | Nacional         | 7 de octubre | 4:00 PM. | Canal 5 (TVC)    |

| Real España      | 1-1 | Deportes Savio | Morazan     | 13 de octubre | 7:00 PM. | Telecadena (TVC) |
| Atlético Choloma | 2-2 | Marathon       | Rubén Deras | 13 de octubre | 7:30 PM. | Canal 11         |
| Vida             | 2-2 | Motagua        | Ceibeño     | 13 de octubre | 7:30 PM. | Digital TV.      |
| Platense FC      | 3-2 | Real Sociedad  | Excelsior   | 14 de octubre | 3:00 PM. | Canal 11.        |
| Olimpia          | 3-0 | Victoria       | Nacional    | 14 de octubre | 4:00 PM. | Canal 5 (TVC)    |

| Marathon       | 2-2 | Real España      | Yankel Rosenthal         | 20 de octubre | 3:30 PM. | Canal 11.        |
| Olimpia        | 2-0 | Motagua          | Nacional                 | 20 de octubre | 7:30 PM. | Telecadena (TVC) |
| Victoria       | 0-0 | Platense FC      | Ceibeño                  | 20 de octubre | 7:30 PM. | Mega TV (TVC).   |
| Real Sociedad  | 2-2 | Vida             | Francisco Martínez Durón | 21 de octubre | 2:00 PM. | Canal 11.        |
| Deportes Savio | 2-1 | Atlético Choloma | Sergio Reyes             | 21 de octubre | 2:00 PM. | Digital TV.      |

| Atlético Choloma | 2-2 | Real España    | Rubén Deras | 27 de octubre | 7:30 PM. | Canal 11.     |
| Vida             | 2-1 | Deportes Savio | Ceibeño     | 27 de octubre | 7:30 PM. | Digital TV.   |
| Platense FC      | 0-1 | Olimpia        | Excelsior   | 28 de octubre | 3:00 PM. | Digital TV.   |
| Marathon         | 0-0 | Victoria       | Morazan     | 28 de octubre | 3:30 PM. | Canal 11.     |
| Motagua          | 2-0 | Real Sociedad  | Nacional    | 28 de octubre | 4:00 PM. | Canal 5 (TVC) |

| Real España   | 0-0 | Olimpia          | Morazan                  | 3 de noviembre | 7:00 PM. | Telecadena (TVC)  |
| Victoria      | 1-1 | Atlético Choloma | Ceibeño                  | 3 de noviembre | 7:30 PM. | Mega TV.          |
| Real Sociedad | 0-1 | Deportes Savio   | Francisco Martínez Durón | 4 de noviembre | 3:00 PM. | Todo Deportes TV. |
| Platense FC   | 1-1 | Vida             | Excelsior                | 4 de noviembre | 3:30 PM. | Canal 12          |
| Motagua       | 4-0 | Marathon         | Nacional                 | 4 de noviembre | 4:00 PM. | Canal 5 (TVC)     |

| Olimpia          | 1-0 | Real Sociedad | Nacional     | 7 de noviembre | 7:00 PM. | Telesistema (TVC)  |
| Atlético Choloma | 5-1 | Platense FC   | Rubén Deras  | 7 de noviembre | 7:30 PM. | Digital TV.        |
| Marathon         | 4-1 | Vida          | Morazan      | 7 de noviembre | 7:30 PM. | Canal 11.          |
| Deportes Savio   | 0-1 | Motagua       | Sergio Reyes | 8 de noviembre | 6:00 PM. | Digital TV.        |
| Victoria         | 3-1 | Real España   | San Jorge    | 8 de noviembre | 7:30 PM. | Telesistema (TVC). |

| Motagua        | 0-0 | Atlético Choloma | Nacional                 | 11 de noviembre | 3:00 PM. | Canal 5 (TVC).    |
| Real Sociedad  | 0-2 | Victoria         | Francisco Martínez Duron | 11 de noviembre | 3:00 PM. | (No transmitido)  |
| Real España    | 1-1 | Platense FC      | Morazan                  | 11 de noviembre | 3:00 PM. | Telecadena (TVC). |
| Deportes Savio | 1-0 | Marathon         | Sergio Reyes             | 11 de noviembre | 3:00 PM. | Canal 11.         |
| Vida           | 1-3 | Olimpia          | Ceibeño                  | 11 de noviembre | 3:00 PM. | Digital TV.       |

## Liguilla
|  | Cuartos de final                            | Cuartos de final                            | Cuartos de final                            |   |   | Semifinales                                       | Semifinales                                       | Semifinales                                       |  |  | Final                                             | Final                                             | Final                                             |
|  | 16/16 (IDA) al 20/20 (VUELTA) de noviembre. | 16/16 (IDA) al 20/20 (VUELTA) de noviembre. | 16/16 (IDA) al 20/20 (VUELTA) de noviembre. |   |   | 25 de noviembre (IDA) al 2 de diciembre (VUELTA). | 25 de noviembre (IDA) al 2 de diciembre (VUELTA). | 25 de noviembre (IDA) al 2 de diciembre (VUELTA). |  |  | 9 de diciembre (IDA) al 16 de diciembre (VUELTA). | 9 de diciembre (IDA) al 16 de diciembre (VUELTA). | 9 de diciembre (IDA) al 16 de diciembre (VUELTA). |
|  |                                             |                                             |                                             |   |   |                                                   |                                                   |                                                   |  |  |                                                   |                                                   |                                                   |
|  | Olimpia                                     |                                             |                                             |   |   |                                                   |                                                   |                                                   |  |  |                                                   |                                                   |                                                   |
|  | Clasifica Directo a Semifinales.            |                                             |                                             |   |   |                                                   |                                                   |                                                   |  |  |                                                   |                                                   |                                                   |
|  |                                             | Olimpia                                     | 0                                           | 2 |   |                                                   |                                                   |                                                   |  |  |                                                   |                                                   |                                                   |
|  |                                             |                                             |                                             | 2 |   |                                                   |                                                   |                                                   |  |  |                                                   |                                                   |                                                   |
|  |                                             | Atlético Choloma                            | 1                                           | 0 |   |                                                   |                                                   |                                                   |  |  |                                                   |                                                   |                                                   |
|  | Marathon                                    | Atlético Choloma                            | 1                                           | 0 | 0 | 2                                                 |                                                   |                                                   |  |  |                                                   |                                                   |                                                   |
|  | Marathon                                    |                                             |                                             |   | 0 | 2                                                 |                                                   |                                                   |  |  |                                                   |                                                   |                                                   |
|  | Atlético Choloma                            | 0                                           | 2                                           |   |   |                                                   |                                                   |                                                   |  |  |                                                   |                                                   |                                                   |
|  |                                             |                                             |                                             |   |   |                                                   |                                                   |                                                   |  |  | Olimpia                                           | 0                                                 | 4                                                 |
|  |                                             |                                             | Victoria                                    | 0 | 0 |                                                   |                                                   |                                                   |  |  |                                                   |                                                   |                                                   |
|  | Victoria                                    |                                             |                                             |   |   |                                                   |                                                   |                                                   |  |  |                                                   |                                                   |                                                   |
|  | Clasifica Directo a Semifinales.            |                                             |                                             |   |   |                                                   |                                                   |                                                   |  |  |                                                   |                                                   |                                                   |
|  |                                             | Victoria                                    | 1                                           | 2 |   |                                                   |                                                   |                                                   |  |  |                                                   |                                                   |                                                   |
|  |                                             |                                             |                                             | 2 |   |                                                   |                                                   |                                                   |  |  |                                                   |                                                   |                                                   |
|  |                                             | Motagua                                     | 1                                           | 2 |   |                                                   |                                                   |                                                   |  |  |                                                   |                                                   |                                                   |
|  | Motagua                                     | Motagua                                     | 1                                           | 2 | 4 | 3                                                 |                                                   |                                                   |  |  |                                                   |                                                   |                                                   |
|  | Motagua                                     |                                             |                                             |   | 4 | 3                                                 |                                                   |                                                   |  |  |                                                   |                                                   |                                                   |
|  | Real España                                 | 1                                           | 2                                           |   |   |                                                   |                                                   |                                                   |  |  |                                                   |                                                   |                                                   |

| Campeón Apertura 2012 (Honduras) |
| -------------------------------- |
| Olimpia (26.to Título)           |

## Repechajes

### Motagua-Real España
| 16 de noviembre de 2012 19:00 UTC-6 - Telesistema (TVC) | Real España   | 1:4 (1:3) | Motagua                                                                     | Estadio Olímpico, San Pedro Sula |                            |
|                                                         | Luis Lobo 38' |           | Amado Guevara 4' · David Molina 16' · Georgie Welcome 21' · Nery Medina 56' | Árbitro(s): Armando Castro       | Árbitro(s): Armando Castro |

| 20 de noviembre de 2012 19:00 UTC-6 - Telesistema (TVC) | Motagua                                                      | 3:2 (2:0) | Real España                          | Estadio Nacional, Tegucigalpa. |                              |
|                                                         | Melvin Valladares 7' · Georgie Welcome 30' · Nery Medina 76' |           | Gerson Rodas 47' · Ever Alvarado 50' | Árbitro(s): Melvin Matamoros   | Árbitro(s): Melvin Matamoros |
| Motagua avanza a semifinales (7-3)                      |                                                              |           |                                      |                                |                              |

### Marathon-Atlético Choloma
| 16 de noviembre de 2012 19:30 UTC-6 - Canal 11 | Atlético Choloma | 0:0 (0:0) | Marathon | Estadio Rubén Deras, Choloma. |  |
|                                                |                  |           |          | Árbitro(s): Orlando Hernández |  |

| 20 de noviembre de 2012 19:30 UTC-6 - Canal 11                      | Marathon              | 2:2 (1:0) | Atlético Choloma                      | Estadio Olímpico, San Pedro Sula |                         |
|                                                                     | Mario Berrios 45' 89' |           | Aldo Oviedo 60' · Osmán Hernández 70' | Árbitro(s): Raúl Castro          | Árbitro(s): Raúl Castro |
| Atlético Choloma avanza a semifinales por goles como visitante(2-2) |                       |           |                                       |                                  |                         |

## Semifinales

### Olimpia-Atlético Choloma
| 25 de noviembre de 2012 17:00 UTC-6 - Canal 11 | Atlético Choloma    | 1:0 (1:0) | Olimpia | Estadio Rubén Deras, Choloma |                            |
|                                                | Leonardo Isaula 33' |           |         | Árbitro(s): Armando Castro   | Árbitro(s): Armando Castro |

| 2 de diciembre de 2012 16:00 UTC-6 - Canal 5 (TVC) | Olimpia                                   | 2:0 (1:0) | Atlético Choloma | Estadio Nacional, Tegucigalpa |                              |
|                                                    | Douglas Caetano 33' · Johnny Palacios 75' |           |                  | Árbitro(s): Melvin Matamoros  | Árbitro(s): Melvin Matamoros |
| Olimpia avanza a la final (2-1)                    |                                           |           |                  |                               |                              |

### Victoria-Motagua
| 25 de noviembre de 2012 16:00 UTC-6 - Canal 5 (TVC) | Motagua         | 1:1 (1:0) | Victoria        | Estadio Nacional, Tegucigalpa.                               |                                                              |
|                                                     | Nery Medina 31' |           | Edder Arias 56' | Asistencia: 9,5337,338 espectadores Árbitro(s): Erick Andino | Asistencia: 9,5337,338 espectadores Árbitro(s): Erick Andino |

| 2 de diciembre de 2012 14:00 UTC-6 - Telecadena (TVC) | Victoria                                 | 2:2 (1:1) | Motagua                             | Estadio Ceibeño, La Ceiba.                                  |                                                             |
|                                                       | Rubén Licona 34' · David Molina 75' (ag) |           | Nery Medina 2' · César Oseguera 59' | Asistencia: 7,338 espectadores Árbitro(s): Héctor Rodríguez | Asistencia: 7,338 espectadores Árbitro(s): Héctor Rodríguez |
| Victoria avanza a la final por mejor posición(3-3)    |                                          |           |                                     |                                                             |                                                             |

## Final

### Olimpia-Victoria
| 9 de diciembre de 2012 14:00 UTC-6 - Canal 5 (TVC) | Victoria | 0:0 (0:0) | Olimpia | Estadio Ceibeño, La Ceiba.                                 |  |
|                                                    |          |           |         | Asistencia: 13,203 espectadores Árbitro(s): Armando Castro |  |

| 16 de diciembre de 2012 16:00 UTC-6 - Canal 5 (TVC)       | Olimpia                                                                            | 4:0 (3:0) | Victoria | Estadio Nacional, Tegucigalpa                                |                                                              |
|                                                           | Roger Rojas 3' · Juan Carlos García 13' · Javier Portillo 45' · Ramiro Bruschi 85' |           |          | Asistencia: 29,439 espectadores Árbitro(s): Héctor Rodríguez | Asistencia: 29,439 espectadores Árbitro(s): Héctor Rodríguez |
| Olimpia campeón del Torneo Apertura 2012 (Honduras) (4-0) |                                                                                    |           |          |                                                              |                                                              |

#### Final - Ida
| 1     | POR   | Orlin Vallecillo      |  |
| 25    | DEF   | Wilmer Crisanto       |  |
| 5     | DEF   | David Velásquez Colón |  |
| 6     | DEF   | Eder Arias            |  |
| 13    | DEF   | Rommel Murillo        |  |
| 27    | MED   | Félix Crisanto        |  |
| 8     | MED   | Miguel Castillo       |  |
| 7     | MED   | Rigoberto Padilla     |  |
| 11    | MED   | Rubén Licona          |  |
| 9     | DEL   | Víctor Ortiz          |  |
| 24    | DEL   | Mauricio Copete       |  |
| D. T. | D. T. | Héctor Vargas         |  |

| 28    | POR   | Donis Escober      |  |
| 5     | DEF   | Brayan Beckeles    |  |
| 4     | DEF   | Fabio De Souza     |  |
| 30    | DEF   | Johnny Palacios    |  |
| 6     | DEF   | Juan Carlos García |  |
| 25    | MED   | Javier Portillo    |  |
| 8     | MED   | Reynaldo Tilguath  |  |
| 15    | MED   | Sebastián Rosano   |  |
| 19    | MED   | Luis Garrido       |  |
| 18    | DEL   | Douglas Caetano    |  |
| 33    | DEL   | Ramiro Bruschi     |  |
| D. T. | D. T. | Danilo Tosello     |  |

| 4  | Delantero      | Mario Romero          | Entró |
| 33 | Centrocampista | Dicktmar Hernández    | Entró |
| 19 | Centrocampista | Jairo Rochez Crisanto | Entró |

| 16 | Centrocampista | Alexander López  | Entró |
| 21 | Delantero      | Roger Rojas      | Entró |
| 17 | Delantero      | Juan Ramón Mejía | Entró |

| Amonestado · Amonestado | Félix Crisanto Mauricio Copete |

| Amonestado · Amonestado · Amonestado | Javier Portillo Sebastián Rosano Luis Garrido |

| Principal  | Armando Castro    |
| Asistentes | Walter López      |
|            | Dennis Mazariegos |
| Cuarto     | Melvin Matamoros  |

| 1     | POR   | Orlin Vallecillo      |  |
| 25    | DEF   | Wilmer Crisanto       |  |
| 5     | DEF   | David Velásquez Colón |  |
| 6     | DEF   | Eder Arias            |  |
| 13    | DEF   | Rommel Murillo        |  |
| 27    | MED   | Félix Crisanto        |  |
| 8     | MED   | Miguel Castillo       |  |
| 7     | MED   | Rigoberto Padilla     |  |
| 11    | MED   | Rubén Licona          |  |
| 9     | DEL   | Víctor Ortiz          |  |
| 24    | DEL   | Mauricio Copete       |  |
| D. T. | D. T. | Héctor Vargas         |  |

| 28    | POR   | Donis Escober      |  |
| 5     | DEF   | Brayan Beckeles    |  |
| 4     | DEF   | Fabio De Souza     |  |
| 30    | DEF   | Johnny Palacios    |  |
| 6     | DEF   | Juan Carlos García |  |
| 25    | MED   | Javier Portillo    |  |
| 8     | MED   | Reynaldo Tilguath  |  |
| 15    | MED   | Sebastián Rosano   |  |
| 19    | MED   | Luis Garrido       |  |
| 18    | DEL   | Douglas Caetano    |  |
| 33    | DEL   | Ramiro Bruschi     |  |
| D. T. | D. T. | Danilo Tosello     |  |

| 4  | Delantero      | Mario Romero          | Entró |
| 33 | Centrocampista | Dicktmar Hernández    | Entró |
| 19 | Centrocampista | Jairo Rochez Crisanto | Entró |

| 16 | Centrocampista | Alexander López  | Entró |
| 21 | Delantero      | Roger Rojas      | Entró |
| 17 | Delantero      | Juan Ramón Mejía | Entró |

| Amonestado · Amonestado | Félix Crisanto Mauricio Copete |

| Amonestado · Amonestado · Amonestado | Javier Portillo Sebastián Rosano Luis Garrido |

| Principal  | Armando Castro    |
| Asistentes | Walter López      |
|            | Dennis Mazariegos |
| Cuarto     | Melvin Matamoros  |

| 1     | POR   | Orlin Vallecillo      |  |
| 25    | DEF   | Wilmer Crisanto       |  |
| 5     | DEF   | David Velásquez Colón |  |
| 6     | DEF   | Eder Arias            |  |
| 13    | DEF   | Rommel Murillo        |  |
| 27    | MED   | Félix Crisanto        |  |
| 8     | MED   | Miguel Castillo       |  |
| 7     | MED   | Rigoberto Padilla     |  |
| 11    | MED   | Rubén Licona          |  |
| 9     | DEL   | Víctor Ortiz          |  |
| 24    | DEL   | Mauricio Copete       |  |
| D. T. | D. T. | Héctor Vargas         |  |

| 28    | POR   | Donis Escober      |  |
| 5     | DEF   | Brayan Beckeles    |  |
| 4     | DEF   | Fabio De Souza     |  |
| 30    | DEF   | Johnny Palacios    |  |
| 6     | DEF   | Juan Carlos García |  |
| 25    | MED   | Javier Portillo    |  |
| 8     | MED   | Reynaldo Tilguath  |  |
| 15    | MED   | Sebastián Rosano   |  |
| 19    | MED   | Luis Garrido       |  |
| 18    | DEL   | Douglas Caetano    |  |
| 33    | DEL   | Ramiro Bruschi     |  |
| D. T. | D. T. | Danilo Tosello     |  |

| 4  | Delantero      | Mario Romero          | Entró |
| 33 | Centrocampista | Dicktmar Hernández    | Entró |
| 19 | Centrocampista | Jairo Rochez Crisanto | Entró |

| 16 | Centrocampista | Alexander López  | Entró |
| 21 | Delantero      | Roger Rojas      | Entró |
| 17 | Delantero      | Juan Ramón Mejía | Entró |

| Amonestado · Amonestado | Félix Crisanto Mauricio Copete |

| Amonestado · Amonestado · Amonestado | Javier Portillo Sebastián Rosano Luis Garrido |

| Principal  | Armando Castro    |
| Asistentes | Walter López      |
|            | Dennis Mazariegos |
| Cuarto     | Melvin Matamoros  |

| 1     | POR   | Orlin Vallecillo      |  |
| 25    | DEF   | Wilmer Crisanto       |  |
| 5     | DEF   | David Velásquez Colón |  |
| 6     | DEF   | Eder Arias            |  |
| 13    | DEF   | Rommel Murillo        |  |
| 27    | MED   | Félix Crisanto        |  |
| 8     | MED   | Miguel Castillo       |  |
| 7     | MED   | Rigoberto Padilla     |  |
| 11    | MED   | Rubén Licona          |  |
| 9     | DEL   | Víctor Ortiz          |  |
| 24    | DEL   | Mauricio Copete       |  |
| D. T. | D. T. | Héctor Vargas         |  |

| 28    | POR   | Donis Escober      |  |
| 5     | DEF   | Brayan Beckeles    |  |
| 4     | DEF   | Fabio De Souza     |  |
| 30    | DEF   | Johnny Palacios    |  |
| 6     | DEF   | Juan Carlos García |  |
| 25    | MED   | Javier Portillo    |  |
| 8     | MED   | Reynaldo Tilguath  |  |
| 15    | MED   | Sebastián Rosano   |  |
| 19    | MED   | Luis Garrido       |  |
| 18    | DEL   | Douglas Caetano    |  |
| 33    | DEL   | Ramiro Bruschi     |  |
| D. T. | D. T. | Danilo Tosello     |  |

| 4  | Delantero      | Mario Romero          | Entró |
| 33 | Centrocampista | Dicktmar Hernández    | Entró |
| 19 | Centrocampista | Jairo Rochez Crisanto | Entró |

| 16 | Centrocampista | Alexander López  | Entró |
| 21 | Delantero      | Roger Rojas      | Entró |
| 17 | Delantero      | Juan Ramón Mejía | Entró |

| Amonestado · Amonestado | Félix Crisanto Mauricio Copete |

| Amonestado · Amonestado · Amonestado | Javier Portillo Sebastián Rosano Luis Garrido |

| Principal  | Armando Castro    |
| Asistentes | Walter López      |
|            | Dennis Mazariegos |
| Cuarto     | Melvin Matamoros  |

#### Final - Vuelta
| 28    | POR   | Donis Escober      |  |
| 5     | DEF   | Brayan Beckeles    |  |
| 4     | DEF   | Fabio De Souza     |  |
| 30    | DEF   | Johnny Palacios    |  |
| 6     | DEF   | Juan Carlos García |  |
| 25    | MED   | Javier Portillo    |  |
| 8     | MED   | Reynaldo Tilguath  |  |
| 15    | MED   | Sebastián Rosano   |  |
| 19    | MED   | Luis Garrido       |  |
| 18    | DEL   | Douglas Caetano    |  |
| 21    | DEL   | Roger Rojas        |  |
| D. T. | D. T. | Danilo Tosello     |  |

| 1     | POR   | Orlin Vallecillo      |  |
| 25    | DEF   | Wilmer Crisanto       |  |
| 5     | DEF   | David Velásquez Colón |  |
| 6     | DEF   | Eder Arias            |  |
| 13    | DEF   | Rommel Murillo        |  |
| 16    | MED   | Héctor Castellanos    |  |
| 8     | MED   | Miguel Castillo       |  |
| 7     | MED   | Rigoberto Padilla     |  |
| 11    | MED   | Rubén Licona          |  |
| 4     | DEL   | Mario Romero          |  |
| 24    | DEL   | Mauricio Copete       |  |
| D. T. | D. T. | Héctor Vargas         |  |

| 33 | Delantero      | Ramiro Bruschi   | Entró |
| 23 | Centrocampista | Hendry Córdova   | Entró |
| 17 | Delantero      | Juan Ramón Mejía | Entró |

| 9  | Delantero      | Víctor Ortiz   | Entró |
| 27 | Centrocampista | Félix Crisanto | Entró |
| 14 | Delantero      | Júnior Lacayo  | Entró |

| 2' · 13' · 45' · 85' | Roger Rojas Juan Carlos García Javier Portillo Ramiro Bruschi | 1:0 2:0 3:0 4:0 |

| Amonestado | Johnny Palacios |

| Amonestado · Amonestado · Amonestado · Amonestado | Miguel Castillo Rigoberto Padilla Rommel Murillo Júnior Lacayo |

| Principal  | Héctor Rodríguez |
| Asistentes | Jack Rodríguez   |
|            | Erick Cuello     |
| Cuarto     | Geovanni Mendoza |

| 28    | POR   | Donis Escober      |  |
| 5     | DEF   | Brayan Beckeles    |  |
| 4     | DEF   | Fabio De Souza     |  |
| 30    | DEF   | Johnny Palacios    |  |
| 6     | DEF   | Juan Carlos García |  |
| 25    | MED   | Javier Portillo    |  |
| 8     | MED   | Reynaldo Tilguath  |  |
| 15    | MED   | Sebastián Rosano   |  |
| 19    | MED   | Luis Garrido       |  |
| 18    | DEL   | Douglas Caetano    |  |
| 21    | DEL   | Roger Rojas        |  |
| D. T. | D. T. | Danilo Tosello     |  |

| 1     | POR   | Orlin Vallecillo      |  |
| 25    | DEF   | Wilmer Crisanto       |  |
| 5     | DEF   | David Velásquez Colón |  |
| 6     | DEF   | Eder Arias            |  |
| 13    | DEF   | Rommel Murillo        |  |
| 16    | MED   | Héctor Castellanos    |  |
| 8     | MED   | Miguel Castillo       |  |
| 7     | MED   | Rigoberto Padilla     |  |
| 11    | MED   | Rubén Licona          |  |
| 4     | DEL   | Mario Romero          |  |
| 24    | DEL   | Mauricio Copete       |  |
| D. T. | D. T. | Héctor Vargas         |  |

| 33 | Delantero      | Ramiro Bruschi   | Entró |
| 23 | Centrocampista | Hendry Córdova   | Entró |
| 17 | Delantero      | Juan Ramón Mejía | Entró |

| 9  | Delantero      | Víctor Ortiz   | Entró |
| 27 | Centrocampista | Félix Crisanto | Entró |
| 14 | Delantero      | Júnior Lacayo  | Entró |

| 2' · 13' · 45' · 85' | Roger Rojas Juan Carlos García Javier Portillo Ramiro Bruschi | 1:0 2:0 3:0 4:0 |

| Amonestado | Johnny Palacios |

| Amonestado · Amonestado · Amonestado · Amonestado | Miguel Castillo Rigoberto Padilla Rommel Murillo Júnior Lacayo |

| Principal  | Héctor Rodríguez |
| Asistentes | Jack Rodríguez   |
|            | Erick Cuello     |
| Cuarto     | Geovanni Mendoza |

| 28    | POR   | Donis Escober      |  |
| 5     | DEF   | Brayan Beckeles    |  |
| 4     | DEF   | Fabio De Souza     |  |
| 30    | DEF   | Johnny Palacios    |  |
| 6     | DEF   | Juan Carlos García |  |
| 25    | MED   | Javier Portillo    |  |
| 8     | MED   | Reynaldo Tilguath  |  |
| 15    | MED   | Sebastián Rosano   |  |
| 19    | MED   | Luis Garrido       |  |
| 18    | DEL   | Douglas Caetano    |  |
| 21    | DEL   | Roger Rojas        |  |
| D. T. | D. T. | Danilo Tosello     |  |

| 1     | POR   | Orlin Vallecillo      |  |
| 25    | DEF   | Wilmer Crisanto       |  |
| 5     | DEF   | David Velásquez Colón |  |
| 6     | DEF   | Eder Arias            |  |
| 13    | DEF   | Rommel Murillo        |  |
| 16    | MED   | Héctor Castellanos    |  |
| 8     | MED   | Miguel Castillo       |  |
| 7     | MED   | Rigoberto Padilla     |  |
| 11    | MED   | Rubén Licona          |  |
| 4     | DEL   | Mario Romero          |  |
| 24    | DEL   | Mauricio Copete       |  |
| D. T. | D. T. | Héctor Vargas         |  |

| 33 | Delantero      | Ramiro Bruschi   | Entró |
| 23 | Centrocampista | Hendry Córdova   | Entró |
| 17 | Delantero      | Juan Ramón Mejía | Entró |

| 9  | Delantero      | Víctor Ortiz   | Entró |
| 27 | Centrocampista | Félix Crisanto | Entró |
| 14 | Delantero      | Júnior Lacayo  | Entró |

| 2' · 13' · 45' · 85' | Roger Rojas Juan Carlos García Javier Portillo Ramiro Bruschi | 1:0 2:0 3:0 4:0 |

| Amonestado | Johnny Palacios |

| Amonestado · Amonestado · Amonestado · Amonestado | Miguel Castillo Rigoberto Padilla Rommel Murillo Júnior Lacayo |

| Principal  | Héctor Rodríguez |
| Asistentes | Jack Rodríguez   |
|            | Erick Cuello     |
| Cuarto     | Geovanni Mendoza |

| 28    | POR   | Donis Escober      |  |
| 5     | DEF   | Brayan Beckeles    |  |
| 4     | DEF   | Fabio De Souza     |  |
| 30    | DEF   | Johnny Palacios    |  |
| 6     | DEF   | Juan Carlos García |  |
| 25    | MED   | Javier Portillo    |  |
| 8     | MED   | Reynaldo Tilguath  |  |
| 15    | MED   | Sebastián Rosano   |  |
| 19    | MED   | Luis Garrido       |  |
| 18    | DEL   | Douglas Caetano    |  |
| 21    | DEL   | Roger Rojas        |  |
| D. T. | D. T. | Danilo Tosello     |  |

| 1     | POR   | Orlin Vallecillo      |  |
| 25    | DEF   | Wilmer Crisanto       |  |
| 5     | DEF   | David Velásquez Colón |  |
| 6     | DEF   | Eder Arias            |  |
| 13    | DEF   | Rommel Murillo        |  |
| 16    | MED   | Héctor Castellanos    |  |
| 8     | MED   | Miguel Castillo       |  |
| 7     | MED   | Rigoberto Padilla     |  |
| 11    | MED   | Rubén Licona          |  |
| 4     | DEL   | Mario Romero          |  |
| 24    | DEL   | Mauricio Copete       |  |
| D. T. | D. T. | Héctor Vargas         |  |

| 33 | Delantero      | Ramiro Bruschi   | Entró |
| 23 | Centrocampista | Hendry Córdova   | Entró |
| 17 | Delantero      | Juan Ramón Mejía | Entró |

| 9  | Delantero      | Víctor Ortiz   | Entró |
| 27 | Centrocampista | Félix Crisanto | Entró |
| 14 | Delantero      | Júnior Lacayo  | Entró |

| 2' · 13' · 45' · 85' | Roger Rojas Juan Carlos García Javier Portillo Ramiro Bruschi | 1:0 2:0 3:0 4:0 |

| Amonestado | Johnny Palacios |

| Amonestado · Amonestado · Amonestado · Amonestado | Miguel Castillo Rigoberto Padilla Rommel Murillo Júnior Lacayo |

| Principal  | Héctor Rodríguez |
| Asistentes | Jack Rodríguez   |
|            | Erick Cuello     |
| Cuarto     | Geovanni Mendoza |

|                               |
| Olimpia Campeón 26.to título. |

## Tabla de Goleo Individual
Anexo: Goleadores Apertura 2012 (Honduras)

Simbología:

: Goles Anotados.

| Jugador         | Equipo           | Anotado |
| --------------- | ---------------- | ------- |
| Roger Rojas     | Olimpia          | 10      |
| Aldo Oviedo     | Atlético Choloma | 8       |
| Oscar Torlacoff | Atlético Choloma | 8       |
| Jonathan Hansen | Real España      | 7       |
| Mauricio Copete | Victoria         | 7       |